# Sphegina occidentalis
Sphegina occidentalis är en tvåvingeart som beskrevs av Malloch 1922. Sphegina occidentalis ingår i släktet midjeblomflugor, och familjen blomflugor. Inga underarter finns listade i Catalogue of Life.